# Emmanuel Gigliotti
Emmanuel „Puma” Gigliotti (ur. 19 lipca 1987 w Buenos Aires) – argentyński piłkarz pochodzenia francuskiego występujący na pozycji napastnika, reprezentant Argentyny, od 2025 roku zawodnik Colónu.